# Amtali
Amtali (en bengali : আমতলী) est une upazila du Bangladesh située dans le district de Barguna et dans la division de Barisal. Elle compte 214 446 habitants au recensement de 2022.

## Géographie
L'upazila d'Amtali a une superficie de 454,39 km2. Elle est délimitée par l'upazila de Patuakhali Sadar au nord, de l'upazila de Taltoli et du golfe du Bengale au sud, de Galachipa et Kalapara à l'est et de la rivière Payra (en) à l'ouest.

## Population
Selon le recensement de 2022 du Bangladesh, l'upazila d'Amtali compte une population de 214 446 habitants contre 270 802 en 2011, 259 757 en 2001 et 244 438 en 1991. 19,07 % des habitants vivent en zone urbaine.

## Administration
Le thana de Gulisakhali est constitué en 1859 et, est transféré à Amtali en 1904, il est transformé en upazila en 1982. L'upazila est composé d'une municipalité, Amtali et de sept union parishads (en), Amtali, Arpangasia, Atharogasia, Chawra, Gulishakhali, Holodia, et Kukua. Les union parishads sont subdivisés en 66 mauzas (en) et 200 villages.